# Yabu
Yabu (Japans: 養父市, Yabu-shi) is een stad in de prefectuur Hyogo, Japan. Begin 2014 telde de stad 24.918 inwoners.

## Geschiedenis
Op 1 april 2004 werd Yabu benoemd tot stad (shi). Dit gebeurde na het samenvoegen van Yabu met de gemeenten Oya, Sekinomiya en Yoka.
Steden:
Aioi · Akashi · Ako · Amagasaki · Asago · Ashiya · Awaji · Himeji · Itami · Kakogawa · Kasai · Kato · Kawanishi · Kobe (hoofdstad) · Miki · Minamiawaji · Nishinomiya · Nishiwaki · Ono · Sanda · Sasayama · Shiso · Sumoto · Takarazuka · Takasago · Tamba · Tatsuno · Toyooka · Yabu

Districten:
Ako · Ibo · Kako · Kanzaki · Kawabe · Mikata · Sayo · Taka
Gemeenten per district